# عباس نصيف
عباس مهدي نصيف (10 مارس 1985) لاعب كرة قدم بحريني يلعب حاليا لصالح نادي الدرجة الأولى المالكية البحريني في مركز قلب الدفاع من 2003.